# Château de Boursault
Pour les articles homonymes, voir Boursault.
Le château de Boursault  est un château français de style Renaissance situé dans la commune de Boursault, près d'Épernay, dans le département de la Marne et la région Grand Est. Il a été construit entre 1842 et 1848 pour la célèbre Veuve Clicquot, propriétaire de la maison de Champagne éponyme.

## Histoire
Sous la Révolution française, le comte Louis de Chevigné et son épouse, née Marie Henriette du Chaffaut, sont tués l'un en combattant aux côtés de Charette durant la Guerre de Vendée et l'autre à la prison de Nantes. Leur fils Louis Marie Joseph de Chevigné (1793-1876) est adopté par son oncle, le général-comte du Chaffaut, qui l'installe dans la petite terre qu'il possède à Boursault en Champagne.
Le manoir de Boursault n'est alors qu'une modeste demeure située à côté des ruines d'une ancienne forteresse, qui appartenait autrefois à la famille d'Anglure.
Lorsque le comte Louis de Chevigné épouse le 13 septembre 1817 la fille unique de la Veuve Clicquot, Clémentine Clicquot-Ponsardin (1799-1863), sa riche belle-mère lui alloue quelques fonds pour remettre en état le château.
Mais ce n'est qu'après le mariage de sa petite-fille, Marie-Clémentine de Chevigné (1818-1877) avec Louis de Rochechouart-Mortemart (1809-1873), comte de Mortemart, en 1839, que la décision est prise de refaire le château entièrement à neuf.
Un nouveau château, de style Renaissance, est édifié entre 1842 et 1848 par l'architecte Jean Jacques Nicolas Arveuf-Fransquin (1802-1876), qui travaillait à l'époque à la restauration de la cathédrale de Reims. La première pierre est posée le 15 août 1842, en présence d'un piquet de gardes nationaux locaux, par le jeune Paul de Mortemart, dans les bras de son père. Cinq ans plus tard, le château est achevé. Un parc paysager de onze hectares est tracé par l'architecte. Sur la façade, face au bassin, une plaque scellée au-dessus du fronton de la fenêtre centrale porte l'inscription NATIS MATER (une mère à ses enfants) rappelant le don de la demeure par la propriétaire des lieux à sa fille et à sa petite-fille.
« Le rez-de-chaussée, écrit un journaliste de l'époque, peut rivaliser de magnificence et de goût avec ce que l'art du XVIe siècle a produit de plus grossier (sic) sur les bords de la Loire : la salle à manger est ornée de tapisseries modernes et de boiseries richement sculptées ; dans le salon une cheminée monumentale en pierre de Bourgogne, etc. » Boursault devient un des lieux les plus fastueux de la région. Le comte de Chevigné y donne des fêtes et des dîners auxquels se presse la bonne société champenoise, gens du monde, gens de lettres, artistes, autour de celle que Prosper Mérimée appelle « la reine de Reims ». « Le majordome Barthélemy veille à la bonne ordonnance de tout, régnant avec autorité sur ce petit royaume, qui va des communs aux écuries, en passant par les cuisines, les caves et la forge. Dans les serres, poussent les ananas, en attendant les orchidées que, dans quelques années, le comte de Mortemart fera fleurir avec science. "Le vin, c'est moi", aime à répéter, paraphrasant Louis XIV, Mme Clicquot. Sa table ne reçoit que du champagne qui grise les têtes les plus solides. »

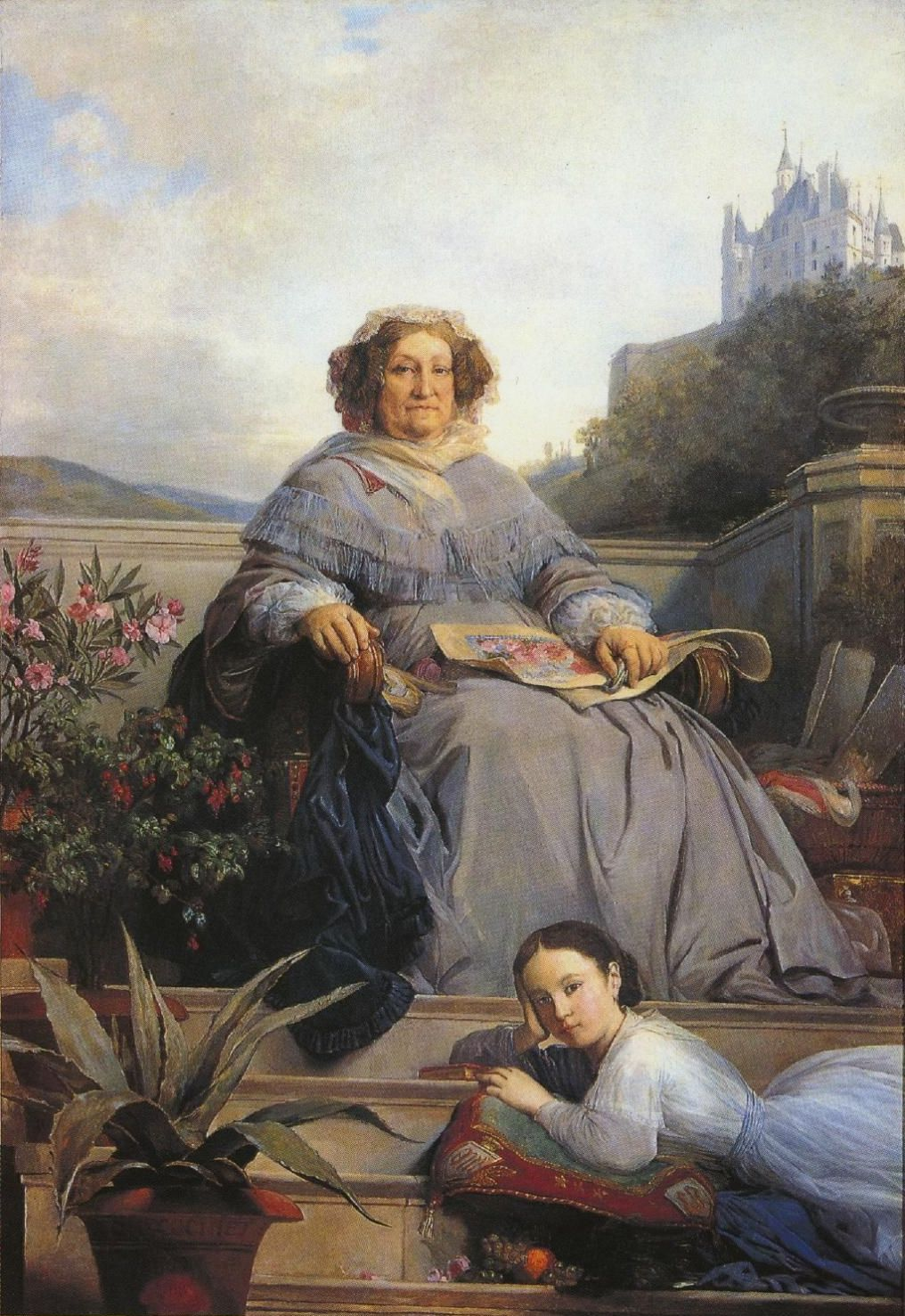
Portrait de la Veuve Clicquot par Léon Cogniet.
À ses pieds, son arrière-petite-fille, la future duchesse d'Uzès.
Au fond le château de Boursault.

L'arrière-petite-fille de la Veuve Cliquot, Anne de Rochechouart-Mortemart (1847-1933), duchesse d’Uzès, hérite du château à sa mort en 1866. Sur le célèbre portrait de la Veuve Clicquot par Léon Cogniet, où la future duchesse figure assise aux pieds de son arrière-grand-mère, on aperçoit dans le lointain les tourelles blanches de Boursault ; le tableau sera longtemps accroché dans la majestueuse salle de billard du château. La duchesse d'Uzès aime passionnément Boursault. Enfant, elle y passait une grande partie de l'année, « veillée, choyée, surveillée par trois générations : ses mornes parents, ses grands-parents et son arrière-grand-mère... Elle court dans le parc, les rocailles à la mode, folâtre dans les serres ». Juliette d'Anglemont de Tassigny, nièce de la Veuve Clicquot, a rapporté dans ses Souvenirs quelques impressions d'un séjour à Boursault à cette époque : « Vers douze ans, à l'âge où il est encore permis de regarder sans rien dire, je me retrouve en robe de mousseline rose dans l'immense salon. Tout y était froid comme dans les appartements de Versailles. On avait l'impression d'y être perdue : dans la salle à manger, de proportions gigantesques également, la cheminée, aussi haute que celle du salon, servait de piédestal à une statue de Diane grandeur nature. Ma cousine Anne de Mortemart et moi, accompagnées de notre bonne Victoire, nous nous échappions dans le parc dès le matin [...] Chaque jour à 4 heures, les voitures arrivaient au pied du perron pour la traditionnelle promenade au bois. Il n'y avait qu'à se laisser emmener dans les larges avenues où la nature avait été si visiblement arrangée. Lorsque les enfants du village apercevaient la voiture de M. de Chevigné, ils accouraient en criant : "Bonjour, Monsieur le comte !" Lui leur souriait en leur jetant des bonbons. Le retour précédait de peu la toilette, prélude au dîner. Le soir, enfin, nous dormions sous la garde de notre bonne, tandis que la société jouait et dansait au salon. » Devenu propriété de la duchesse d'Uzès, le château, conçu pour recevoir avec faste, est le théâtre de fêtes majestueuses. Mais en 1913, la duchesse, dont la considérable fortune commence à fondre, s'en sépare. Durant la Première Guerre mondiale et la Seconde Guerre mondiale, il est transformé en hôpital militaire.
Le château est entouré d'un domaine viticole qui produit le champagne Château de Boursault, élaboré au château depuis 1927 et élevé dans ses caves. Il est le seul champagne à porter l'appellation « château » dans la Marne.

## Architecture
Du premier château, connu par une gravure de Claude Chastillon (avant 1610), il ne reste qu'un corps de logis et une tour, situés à l'entrée du parc près de l'église paroissiale.
Le château neuf est un remarquable pastiche des châteaux de la Renaissance.
Les boiseries du grand salon et de la salle à manger ont été sculptées par Jean-Baptiste-Jules Klagmann. Le plafond du boudoir est peint par Levastre.
Le parc du château de Boursault a été inscrit au pré-inventaire des jardins remarquables.

## Postérité
- Château Deganne à Arcachon : construit par le maire de la ville, Adalbert Deganne. On dit qu'amoureux fou de Marie Clémentine de Chevigné et éconduit par elle ou ses parents en janvier 1839, il acheta les plans à l'architecte Arveuf-Fransquin et se fit construire en 1853, fortune faite, la réplique en réduction du château de Boursault[6],[7], aux souches de cheminées près. C'est aujourd'hui le casino d'été d'Arcachon.

### Sources
- Patrick de Gmeline, La duchesse d'Uzès. 1847-1933, Paris, Perrin, 1993 (ISBN 978-2262004248)
- Jean-Marie Pérouse de Montclos (dir.), Le Guide du patrimoine. Champagne Ardenne, Paris, Hachette, 1995 (ISBN 2-01-0209877), p. 110